# Station Brandhoek
Station Brandhoek is een voormalig spoorwegstation in Brandhoek, een gehucht van de Belgische stad Ieper.
Het station lag aan spoorlijn 69 (Kortrijk-Poperinge). De halte werd gesloten op 3 juni 1984 met de invoering van de IC/IR.

## Aantal instappende reizigers
De grafiek en tabel geven het gemiddeld aantal instappende reizigers weer op een week-, zater- en zondag.
| Tabel: aantal instappende reizigers station Brandhoek | Tabel: aantal instappende reizigers station Brandhoek | Tabel: aantal instappende reizigers station Brandhoek | Tabel: aantal instappende reizigers station Brandhoek |
|                                                       | Weekdag                                               | Zaterdag                                              | Zondag                                                |
| ----------------------------------------------------- | ----------------------------------------------------- | ----------------------------------------------------- | ----------------------------------------------------- |
| 1977                                                  | 26                                                    | 0                                                     | 0                                                     |
| 1978                                                  | 13                                                    | 0                                                     | 0                                                     |
| 1979                                                  | 8                                                     | 0                                                     | 0                                                     |
| 1980                                                  | 9                                                     | 0                                                     | 0                                                     |
| 1981                                                  | 7                                                     | 0                                                     | 0                                                     |
| 1982                                                  | 16                                                    | 0                                                     | 0                                                     |
| 1983                                                  | 18                                                    | 0                                                     | 0                                                     |

0: Kortrijk ·
0,3: Kortrijk-West ·
1,6: Bissegem ·
5,1: Wevelgem ·
10,4: Menen ·
12,2: Menen-Koekoek ·
15,6: Wervik ·
17,5: Comines-Hospice ·
19,2: Komen ·
22,8: Houthem ·
24,6: Hollebeke ·
28,5: Zillebeke ·
31,9: Ieper ·
35,7: Vlamertinge ·
38,2: Brandhoek ·
42,0: Poperinge ·
48,0: Abele